# Габоев, Владимир Николаевич
Габоев Владимир Николаевич (род. 4 января 1943, Баку) — российский политический и общественный деятель. Бывший депутат Государственной думы I созыва.

## Биография
Родился 4 января 1943 года в Баку, Азербайджанская ССР, по национальности осетин.
В 1970 году Северо-Осетинский государственный медицинский институт по специальности «врач-психиатр».
В 1970—1975 работал врачом-психиатром в Пермской областной психиатрической больнице, с 1975 — в больницах Москвы и Московской области.
В 1994—1995 — депутат Государственной думы Федерального Собрания Российской Федерации.
В 1995—2003 — врач-психиатр Красногорской районной больницы.

## Общественно-политическая деятельность
В 1990 году избран депутатом Красногорского городского совета, председатель постоянной Контрольной комиссии Совета.
В 1991—1994 — член Координационного совета московской областной региональной организации движения «Демократическая Россия», был на II съезде 9-10 ноября избран в Совет представителей Движения.
Председатель Московского областного отделения Общественного комитета российских реформ, учреждённого на 21—22 декабря в рамках движения «Демократическая Россия».
12 декабря 1993 года избран по 103-му Истринскому одномандатному избирательному округу депутатом Государственной думы Российской Федерации I созыва с результатом 57284 голоса, или 22,19 %. Выдвинут блоком «Явлинский-Болдырев-Лукин», 13 января 1994 года зарегистрировался во фракции «Яблоко». В Думе вошёл в комитет по безопасности (подкомитет по законодательству в сфере национальной безопасности), Мандатную комиссию.
В начале 1994 года на учредительном собрании Московской областной региональной партии вошёл в её оргкомитет, избран заместителем председателя и членом Исполнительного комитета партии; в мае 1994 сложил полномочия, оставшись членом партии.
В январе 1995 избран членом Федерального совета общественно-политического движения «Яблоко» (с марта-апреля — Центрального совета).
С 14 марта 1995 года по 11 октября 1995 года — член депутатской группы «Стабильность», с 11 октября 1995 года — независимый депутат.
На съезде общественного объединения «Яблоко», состоявшемся 1-3 сентября 1995 года в Москве, был исключён из состава Центрального совета движения.

В апреле 1995 года подверг жёсткой критике законопроект «О государственной медицинской комиссии», предполагавшей медицинское освидетельствование кандидатов и лиц, занимающих выборные должности, в том числе — депутатов Федерального собрания, Президента. Габоев отметил, что такой закон:
«придаёт ГМК (Государственной медицинской комиссии) антиконституционные, антиправовые, антимедицинские функции, нарушает права избирателей и Федерального Собрания». Закон, по его словам, базируется на несуществующем правовом понятии («стойкая неспособность осуществлять принадлежащие полномочия») и вводит несуществующую правовую процедуру. При этом, считает Габоев, нарушаются права всех субъектов государственного права: 1) права избирателей самим определять, достоин ли кандидат их выбора; 2) права граждан быть избранными; 3) право быть кандидатом на федеральную должность и исполнять её «ставится в кабальную зависимость от субъективных оценок и случайного баланса голосов членов ГМК»; 4) конституционные права Президента назначать и снимать с должности высших должностных лиц; 5) права Федерального Собрания решать, достойно ли высшее должностное лицо занимать свой пост ; 6) права врачей — «медицинской комиссии придаются следственные, судебные и, главное, политические функции, функции властного органа; медиков практически вынуждают нарушать законы о врачебной тайне, врачебной этике».
За время работы в Государственной думе выступил автором и соавтором 3 законопроектов:
- О безопасном обращении с пестицидами и агрохимикатами
- О внесении изменений и дополнений в отдельные законы Российской Федерации в связи с принятием Федерального закона «О государственной системе защиты прав несовершеннолетних, профилактики их безнадзорности и правонарушений»
- О государственной системе защиты прав несовершеннолетних, профилактики их безнадзорности и правонарушений.

Выступал 2 раза — в ходе 77 и 94 заседаний Государственной думы I созыва (2-я и 3-я сессия соответственно).

### Некоторые научные работы
- Алкогольная анозогнозия — ведущий психопатологический синдром хронического алкоголизма (синдром Габоева-Лукомского) / В. Н. Габоев. — Москва : Спутник+, 2010. — 10 с. : ил. ; 21 см. — 50 экз. — ISBN 978-5-9973-0830-8
- Нозологическая неопределённость хронического алкоголизма и синдром алкогольной анозогнии  / Габоев // Аспирант и соискатель .— 2013 .— № 4 .— С. 71-76 .— Режим доступа: https://rucont.ru/efd/496810[5]